# باشگاه فوتبال دیژون
باشگاه فوتبال دیژون (فرانسوی: Dijon FCO‎) یک باشگاه فوتبال در شهر دیژون، فرانسه است که هم اکنون در لیگ ۲ حضور دارد.
این باشگاه که در سال ۱۹۹۸ تأسیس شده اولین بار در فصل ۲۰۱۱–۲۰۱۲ در لیگ ۱ فرانسه شرکت کرده‌است.